# Judith Hess
Judith Hess (* 1978 in Eberbach) ist eine deutsche Freestyle-Frisbee-Spielerin, die für den SSC Karlsruhe antritt.

## Werdegang
Sie wurde mit ihrer Partnerin Bianca Strunz zweifache Vize-Weltmeisterin, mit ihrem späteren Ehemann Florian Hess zweifache Europameisterin im Mixed sowie mit Nadine Klos und Ilka Simon Europameisterin in der Kategorie Women.